# Krasnoselivka, Polohî
Krasnoselivka (în ucraineană Красноселівка) este un sat în comuna Ciubarivka din raionul Polohî, regiunea Zaporijjea, Ucraina.

## Demografie
Componența lingvistică a localității Krasnoselivka
     Ucraineană (93,4%)
     Rusă (5,66%)
Conform recensământului din 2001, majoritatea populației localității Krasnoselivka era vorbitoare de ucraineană (93,4%), existând în minoritate și vorbitori de rusă (5,66%).